# Église Saint-Cannat de Marseille
L’église Saint-Cannat, sise place des Prêcheurs à Marseille, à proximité du bas de la rue de la République, a été fondée par les Frères prêcheurs, l'ordre de saint Dominique. Elle est dédiée à saint Cannat, évêque de Marseille vers 486, dont une localité du département porte le nom. Fête le 15 octobre.
L’église Saint-Cannat a été inscrite monument historique par arrêté du 2 novembre 1926.
Depuis le 20 juillet 2008, y est célébrée la divine liturgie de rite byzantin par la métropole orthodoxe roumaine d'Europe occidentale et méridionale.

## Origine

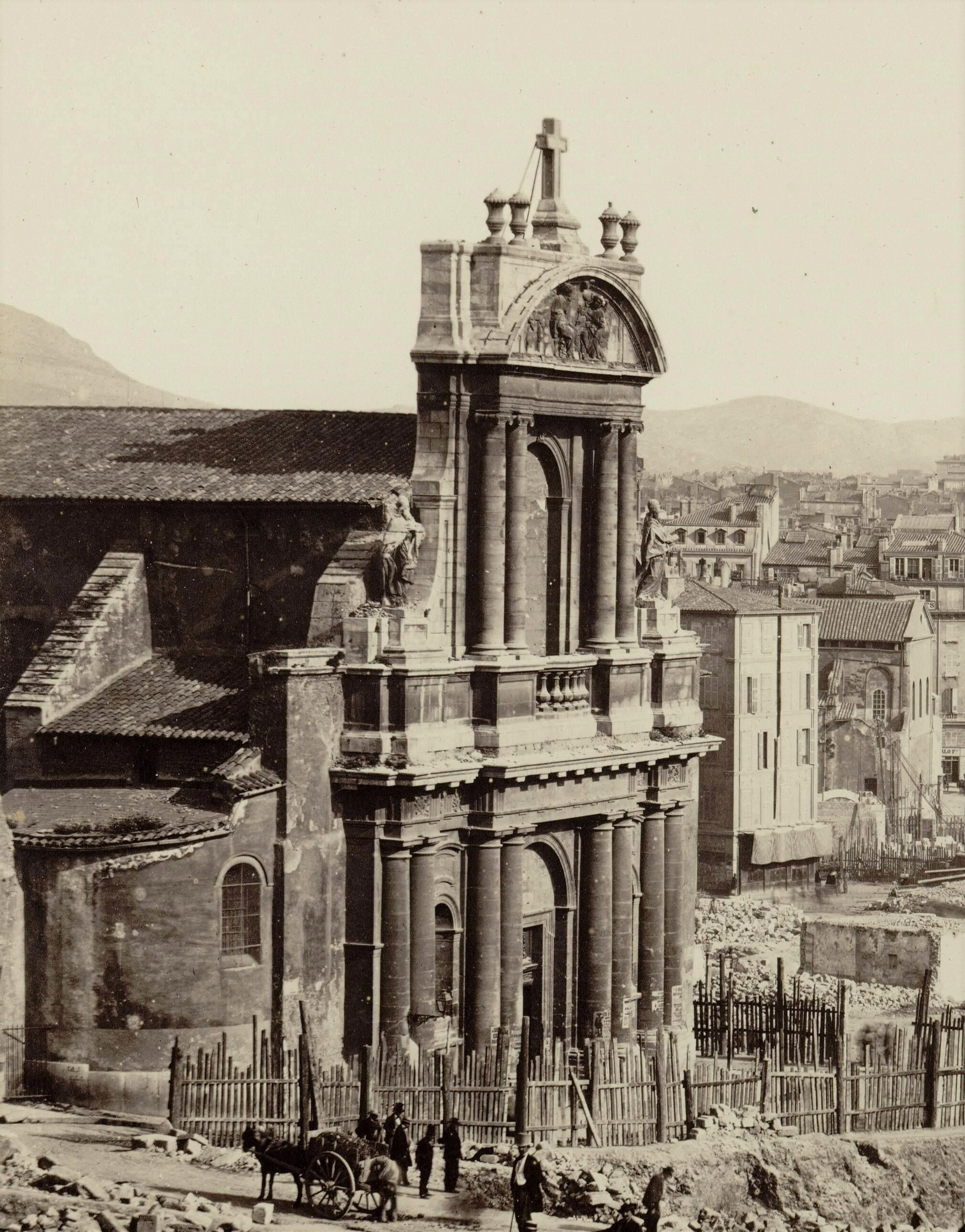
Église Saint-Cannat en 1863-1866,
photographie d'Adolphe Terris.

En 1524, à l’approche des troupes impériales commandées par Charles III de Bourbon, il fut nécessaire pour les besoins de défense de la ville de raser plusieurs constructions situées à l’extérieur des remparts dont le couvent des frères prêcheurs de l’ordre des dominicains. Le siège levé, ces religieux firent construire à l’intérieur de l’enceinte de la ville un couvent disparu lors de la construction de l’hôtel des postes en 1891 et une église. La première pierre fut posée le 31 décembre 1526 par Bernardin des Baux. Afin de hâter la construction, le corps des notaires fit un don important. Malgré cela les travaux durèrent fort longtemps et l’église ne fut consacrée par Barthélemy Camelin, évêque de Fréjus, que le 18 mai 1619. 
La façade d’un style baroque tardif ne fut réalisée qu’en 1739 par deux artistes de grands talents : l’architecte Joseph Gérard et le sculpteur Antoine Duparc. Malheureusement, par mesure d’économie et afin d’éviter de réaliser des travaux de consolidation, une partie de cette façade fut détruite en 1926 car elle avait été ébranlée par les travaux de percement de la rue impériale, actuellement rue de la République. Ainsi le fronton représentant l’Annonciation sculpté par Duparc soutenu par quatre colonnes et ses pots à feu furent démolis. Seules subsistent huit colonnes doriques et à l'étage une petite balustrade incurvée et deux statues, sculptées par Duparc (mais actuellement en très mauvais état), représentant les papes dominicains : Pie V et Benoît XI. Des photographies prises par Adolphe Terris à l'époque de la réalisation des travaux montrent parfaitement les quatre colonnes, le fronton et les pots à feu qui ont été détruits.

## Intérieur
Dans la nef de style gothique se trouvent :
- une chaire à prêcher en noyer, sculptée entre 1689 & 1691 par le sculpteur marseillais Albert Duparc[4], avec des angelots soutenant l’abat-voix, ouvrage  Classé MH[5];
- un somptueux maître autel à baldaquin en provenance de la Chapelle des Bernardines, réalisé en marbres polychromes par Dominique Fossati en 1755,  Classé MH[6]; derrière ce maître autel, un très grand tableau de 8 m. de haut et de 5 m. de large représentant Notre-Dame de la Paix,  Classé MH[7], peint en 1740 par Pierre Bernard (Paris 1704 - Marseille 1777);
- au-dessus de la porte principale, un buffet d'orgue en deux corps, œuvre du frère dominicain Jean-Esprit Isnard, daté de 1746,  Classé MH[8], encadré par un garde-corps en fer forgé et partiellement doré de Forty,  Classé MH[9].

De part et d’autre de la nef se trouvent sept chapelles collatérales, quatre à gauche et trois à droite, jadis destinées aux corporations:
- dans la première chapelle à gauche en entrant se trouvent un baptistère en marbre blanc et une toile représentant le Baptême du Christ attribuée à Pierre Parrocel (1670-1739), tableau  Classé MH[10]; l’entrée de cette chapelle est fermée par une grille en fer forgé du XVIIIe siècle, utilisée sans doute en réemploi car les dimensions ne s’adaptent pas exactement à l’espace à clôturer, ouvrage  Classé MH[11];
- dans la deuxième chapelle se trouve un autel en marbre blanc avec à l’intérieur de celui-ci, un Christ au tombeau par Simon;
- la troisième chapelle, décorée de lambris en bois, ensemble  Classé MH[12], est celle des notaires qui se trouvait avant la Révolution dans l’église des Accoules; sous la Restauration les notaires transfèrent leur confrérie dans l’église des prêcheurs devenue église Saint-Cannat; au centre un tableau de Michel Serre représentant la Purification de la Vierge (ou Présentation de Jésus au Temple),  Classé MH[13];
- dans la quatrième chapelle se trouve un tableau représentant la mort de saint Joseph;
- dans la première chapelle en entrant à droite se trouve un tableau de Bronzet représentant la Vierge à l’Enfant et saint Dominique;
- dans la deuxième chapelle, à droite, la Vierge à l’Enfant et le Purgatoire de Michel Serre, tableau  Classé MH[14];
- dans la troisième chapelle à droite Vierge à l’Enfant avec Saint Pierre.

Intérieur de l'église Saint-Cannat
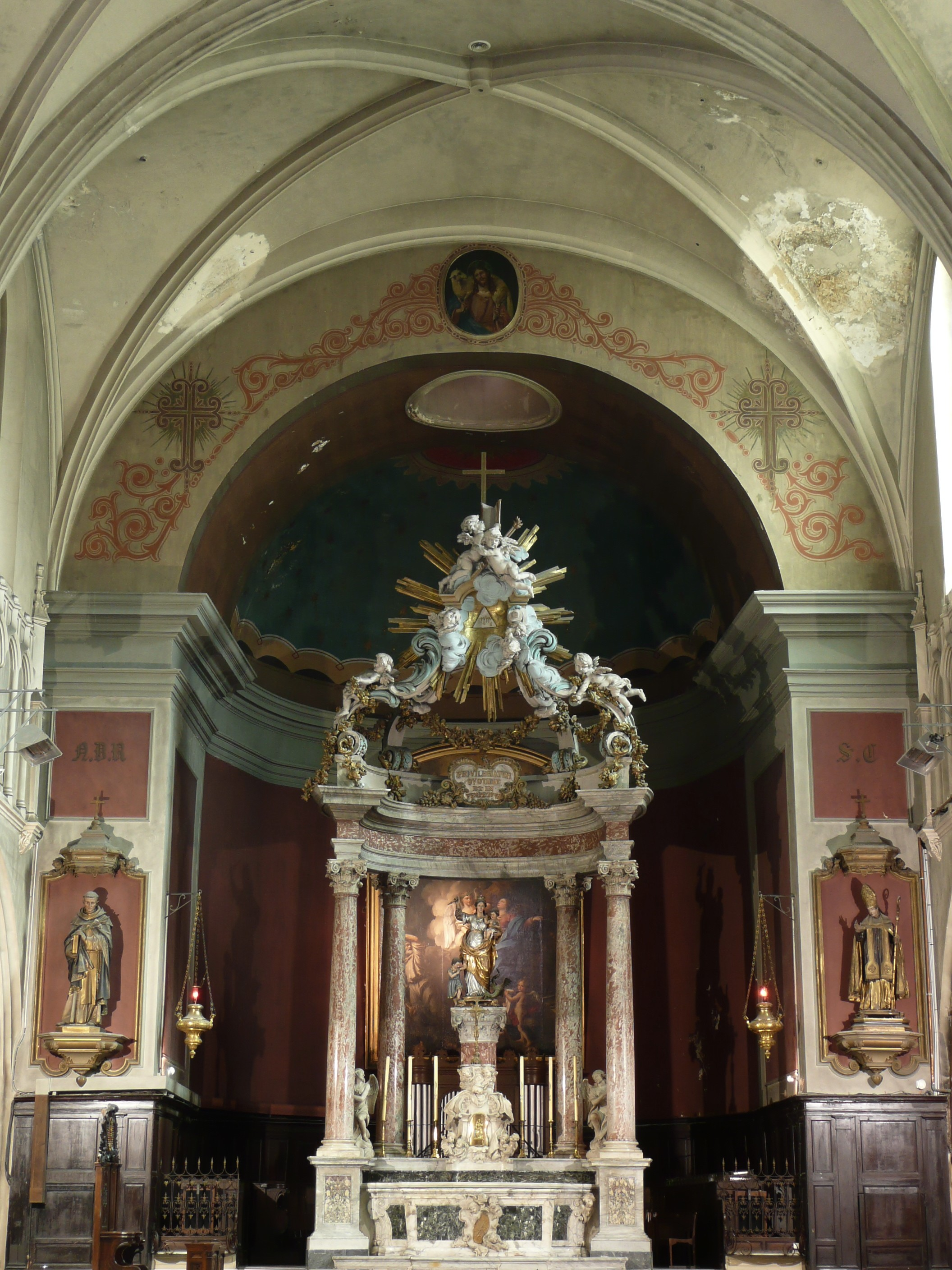
Le chœur.
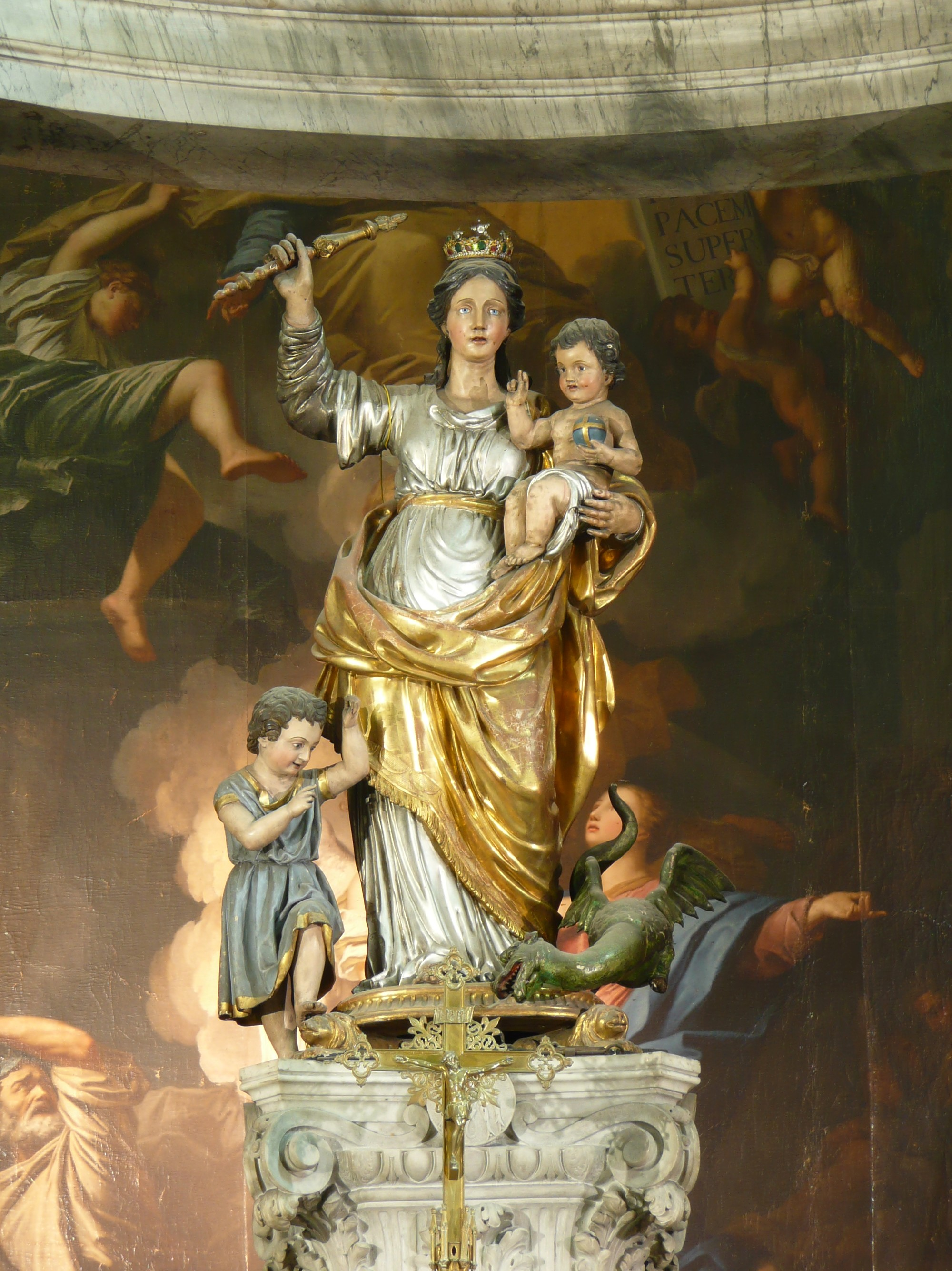
Détail du baldaquin.
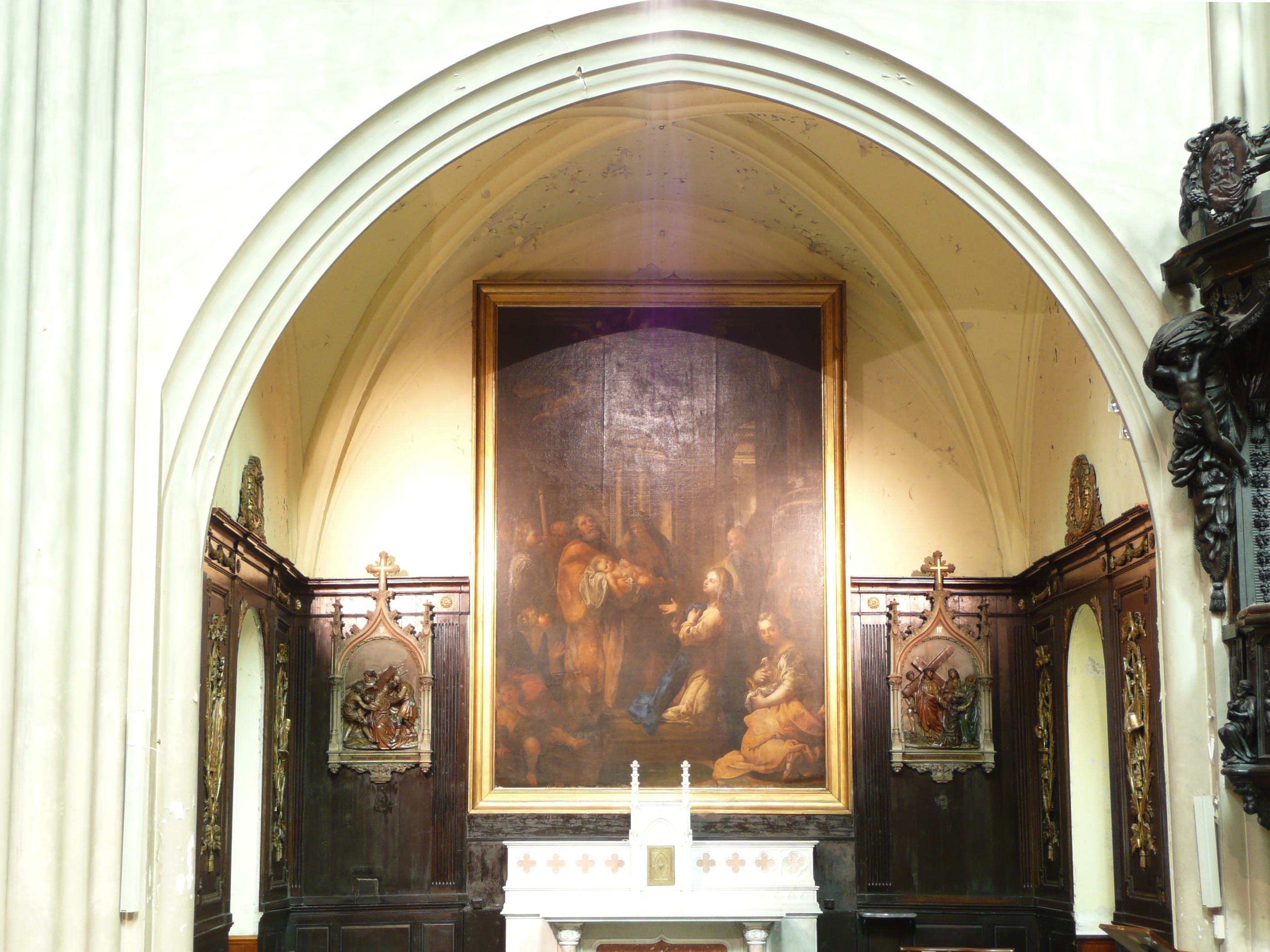
Chapelle des Notaires.
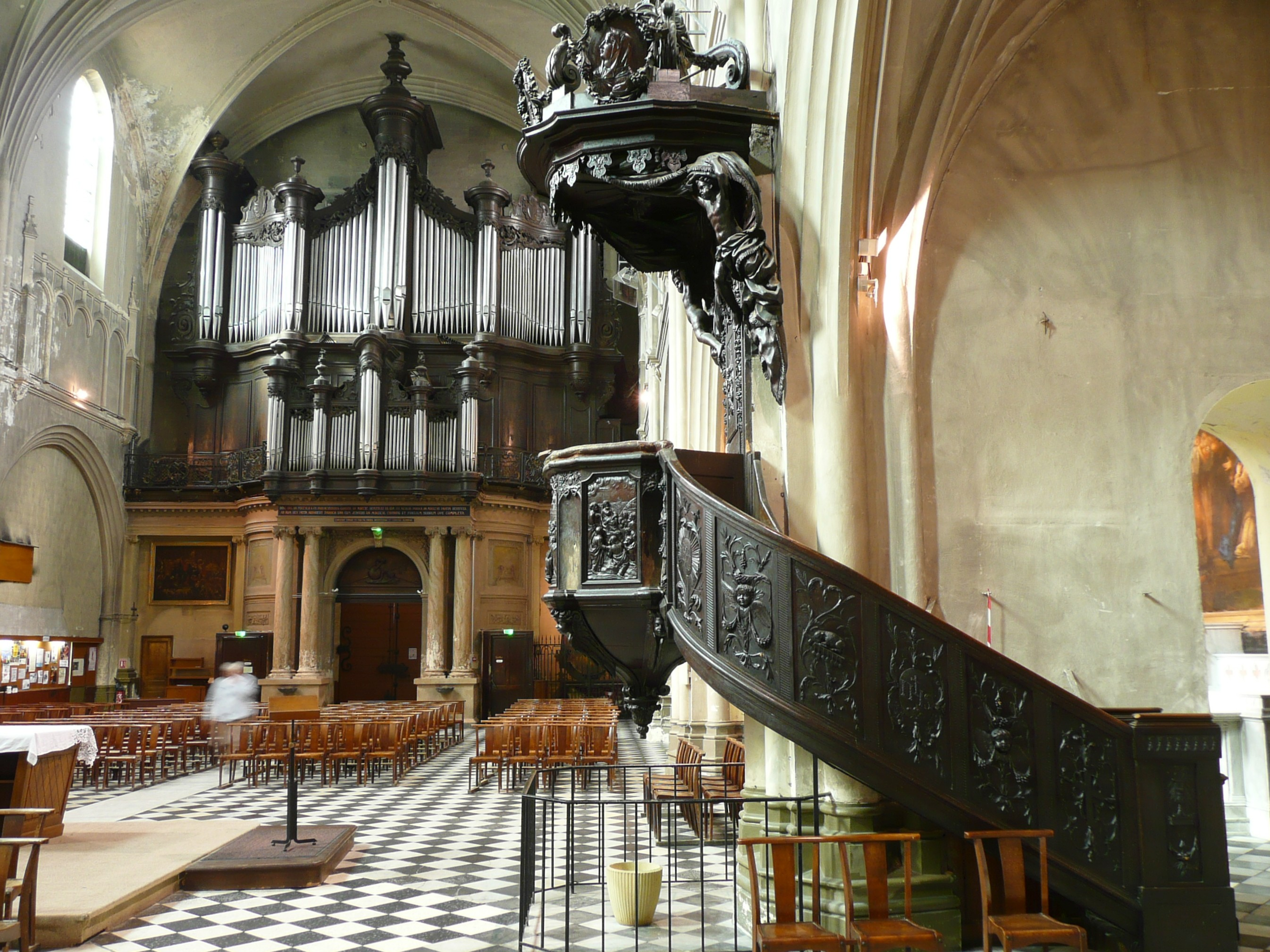
Buffet d'orgue de Jean-Esprit Isnard et chaire d'Albert Duparc.
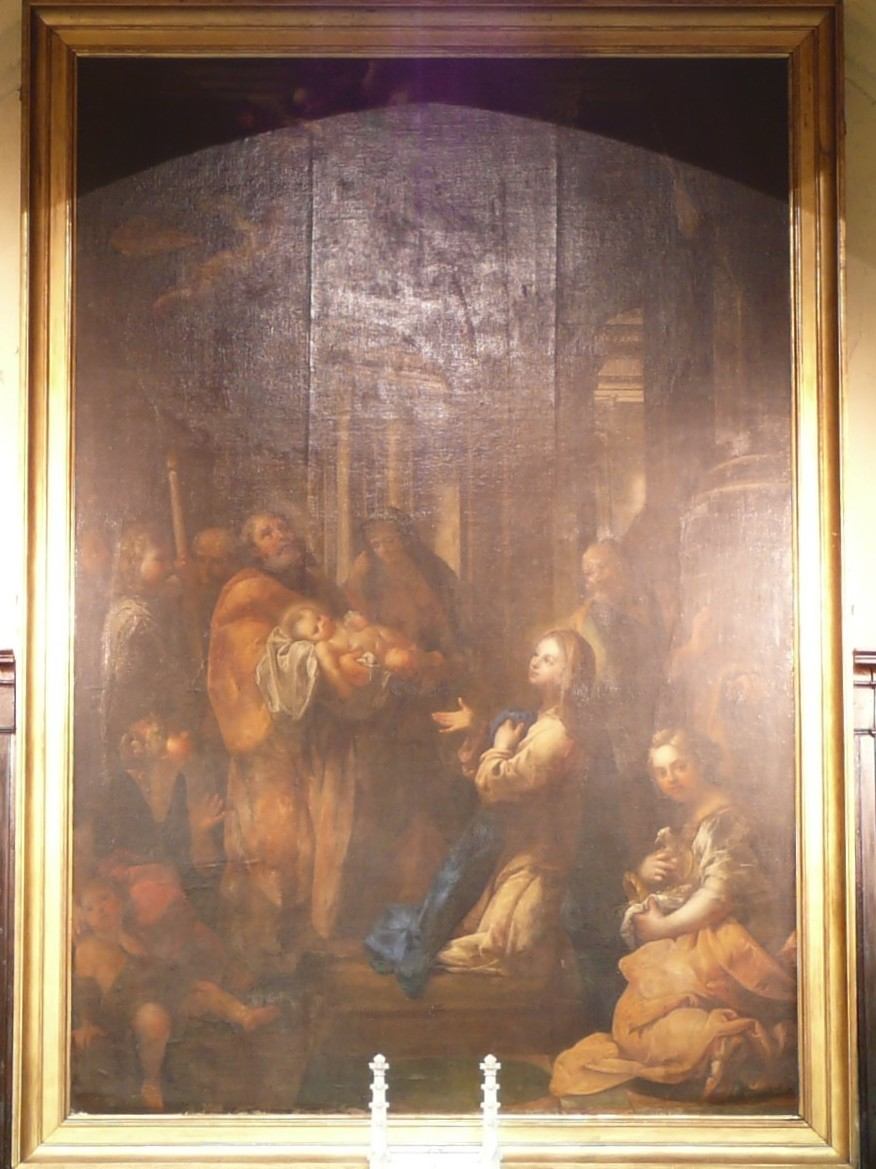
Michel Serre, Purification de la Vierge.
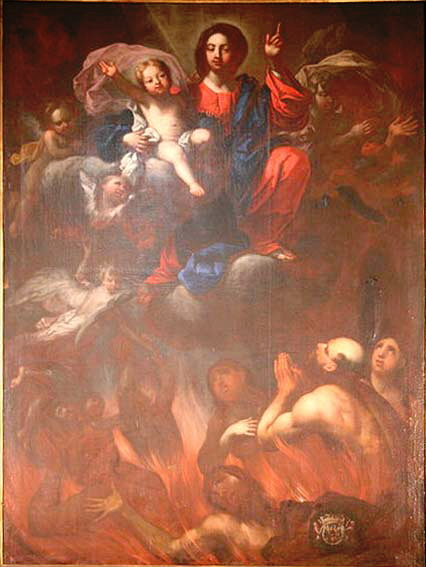
Michel Serre, Vierge à l'Enfant et purgatoire.

## Schéma de l'église
Légende :

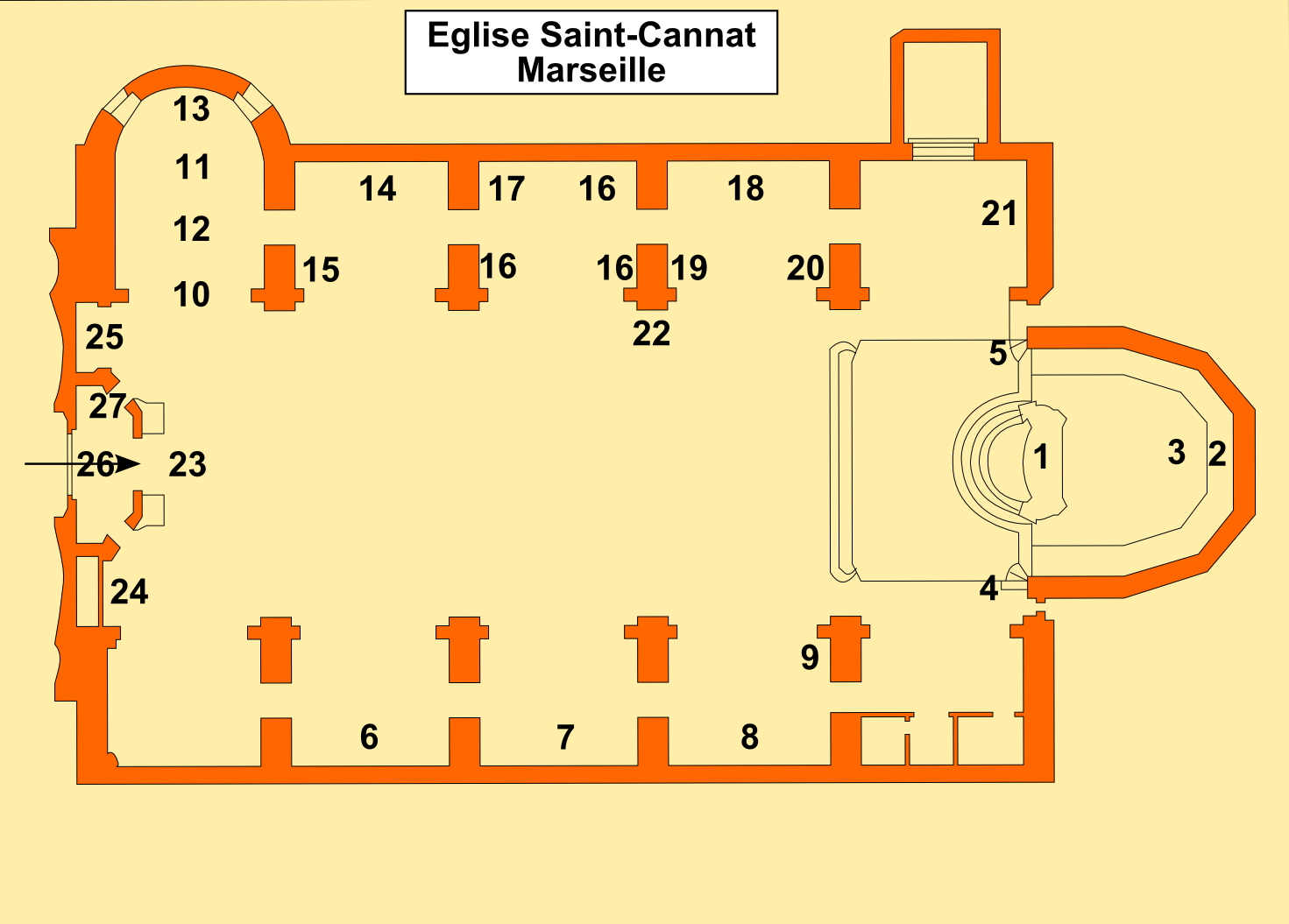
Schéma de l'église Saint-Cannat

1- Maître-autel (Dominique Fossati). 2- Tableau de Notre-Dame de la paix (Pierre Bernard). 3- Orgue de chœur. 4- Statue de saint Cannat. 5- Statue de saint Dominique. 6- Tableau de la Vierge au rosaire (Bronzet ainé). 7- Tableau de la Vierge, de l'enfant et du Purgatoire (Michel Serre). 8- Tableau représentant la vision de saint Pie V. 9- Statue de sainte Thérèse de Lisieux (François Carli). 10- Grille du baptistère. 11- Fonts baptismaux. 12- Statue de Notre-Dame du Mont Carmel. 13- Tableau représentant le baptême du Christ (Pierre Parrocel). 14- Gisant du Christ (sculpture de Simon). 15- Tableau la Vision de saint Benoît (Jean-Baptiste de Faudran _ 1611-1669),  Classé MH. 16- Boiseries. 17- Tableau de la purification de la Vierge. 18- Tableau de la mort de saint Joseph. 19- Tableau de la vision de saint Benoît. 20- Statue de sainte Anne et de la Vierge. 21- Autel de saint Cannat. 22- Chaire. 23- Bas relief. 24- Tableau de Jésus chassant les marchands du temple (Jouvenet). 25- Autel de saint Cécile. 26- Grand orgue de tribune. 27- Ferronneries de la tribune.